# Herta Hammerbacher

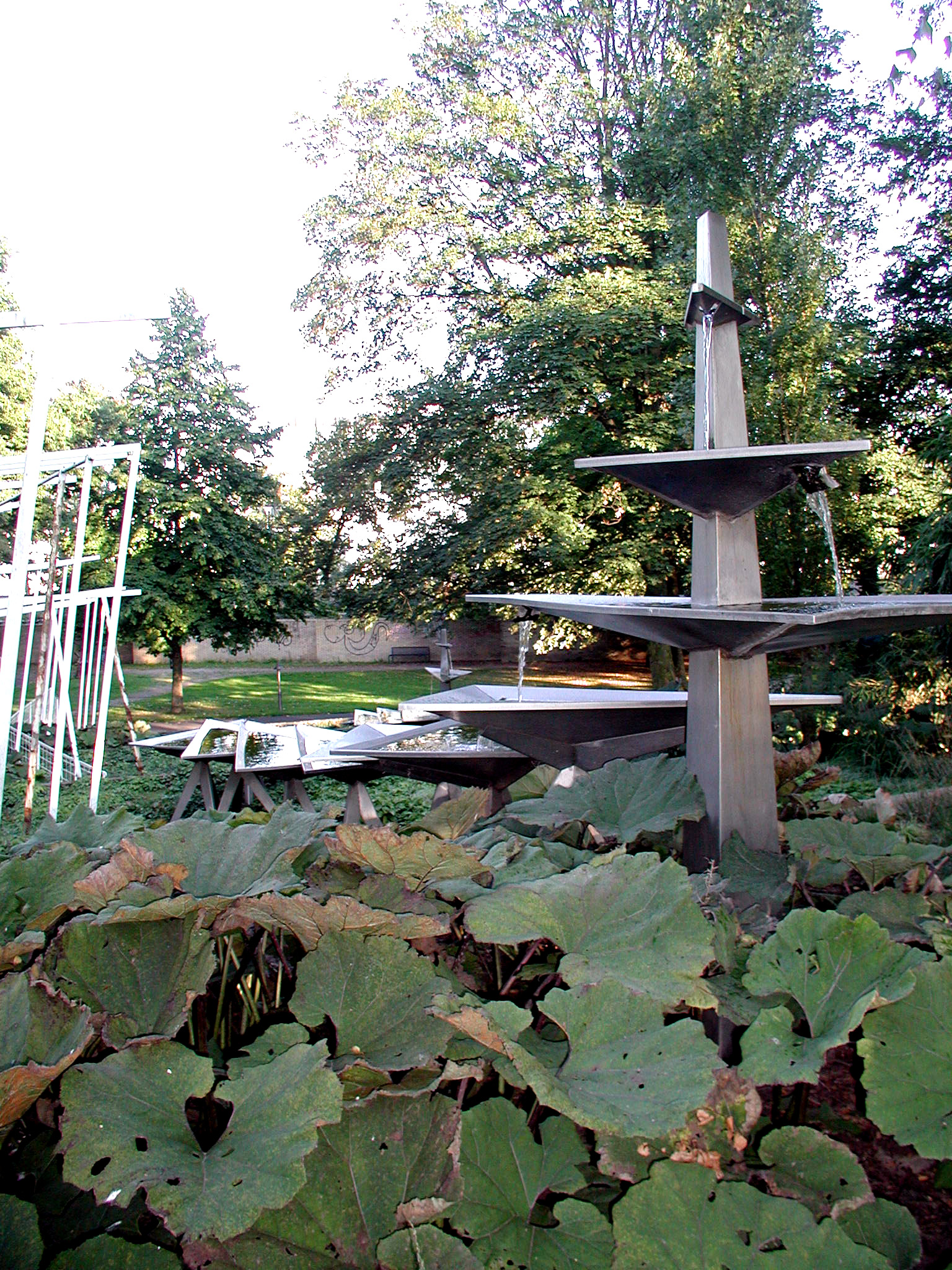
Wasserterrasse von Herta Hammerbacher im Kölner Rheinpark

Herta Hammerbacher (vollständig: Herta Fernanda Conradine Hammerbacher; * 2. Dezember 1900 in München; † 25. Mai 1985 in Niederpöcking bei Starnberg) war eine deutsche Landschaftsarchitektin, die mehr als 20 Jahre an der TU Berlin lehrte.

## Leben und Werk
Hammerbacher war die Tochter des Diplomingenieurs für Maschinenbau und Diplom-Volkswirts Johannes Hammerbacher und seiner Frau Louise, geborene Freiin von Feilitzsch, und wuchs zunächst in Nürnberg auf. 1910 zog die Familie nach Berlin, wo Hammerbacher das Mädchen-Lyceum Cecilienschule in Berlin-Wilmersdorf besuchte.
1917 begann sie eine Gärtnerlehre in Burtenbach, die sie von 1918 bis 1919 in den Schlossgärten von Potsdam-Sanssouci fortführte. In dieser Zeit lernte sie den Gärtner Karl Foerster kennen, dessen Gartengestaltungsideen auch sie beeinflussten. In den 1920er und 1930er Jahren gehörte Hammerbacher zum später so bezeichneten „Bornimer Kreis“ um Karl Foerster und dessen Frau Eva, den Landschaftsarchitekten Hermann Mattern und die Gartenarchitekten Walter Funcke, Hermann Göritz, Karl-Heinz Hanisch, Richard Hansen, Gottfried Kühn, Alfred Reich und Berthold Körting.
Von 1919 bis 1920 arbeitete Hammerbacher in der Baumschule Hellwig in Gartz (Oder) und traf Wolfgang Schadewaldt, der sie in den griechischen Humanismus einführte. Anschließend zog sie ins Bodenseegebiet, wo sie von 1920 bis 1924 in verschiedenen Betrieben tätig war, daneben Kurzgeschichten verfasste und im Lindauer Orchester „Symposia“ erste Geige und Viola spielte.
1924 nahm sie an der Höheren Lehr- und Forschungsanstalt für Gartenbau (LuFA) in Berlin-Dahlem ein Studium auf. 1926 bestand sie ihr Examen als staatlich geprüfte Gartenbautechnikerin. Von 1926 bis 1928 arbeitete sie in der Abteilung Gartengestaltung den Späth'schen Baumschulen in Berlin-Baumschulenweg als Gartenbautechnikerin. Dieser Lebensabschnitt in der zu dieser Zeit größten Baumschule Europas war in ihrer Retrospektive besonders wichtig, da sie von dort bereits selbständig Aufträge des Auslandes absolvieren durfte.
1928 bildete sie zusammen mit Ulrich Wolf, Kurt Lorenzen und Hermann Mattern eine Arbeitsgemeinschaft, die 20 Jahre bestand. Ebenfalls 1928 heiratete sie Hermann Mattern, gemeinsam hatten sie zwei Töchter. Ihre Tochter Merete Mattern (1930–2007) arbeitete später als Architektin und – teils gemeinsam mit ihrer Mutter – an ökologischen Siedlungsbaufragen. Nach sieben Jahren wurde die Ehe geschieden.
Hammerbacher arbeitete als Landschaftsarchitektin mit einer Reihe namhafter Architekten zusammen, darunter Egon Eiermann – für dessen Villa Kurt Dienstbach sie die Außenanlage gestaltete – sowie Otto von Estorff und Gerhard Winkler, die in den 1930er Jahren den Landhausstil im Raum Potsdam prägten, aber auch Hans Scharoun, der nach 1946 Baustadtrat in Berlin war. Der Kontakt zu Scharoun entstand beim Bau von Haus Schminke in Löbau, wo Herta Hammerbacher den Garten gestaltete. Auf Scharouns Empfehlung wurde sie 1946 Lehrbeauftragte für Landschafts- und Gartengestaltung an der gerade wieder eröffneten TU Berlin. Von 1950 bis zu ihrer Emeritierung 1969 war sie dort Professorin. 
Mit den von ihr entworfenen landschaftsgebundenen Gärten prägte sie den Stil der Freiraumgestaltung im Westdeutschland der 1950er und 1960er Jahre. Sie schuf allein oder gemeinschaftlich etwa 3500 private und öffentliche Projekte, in Berlin zum Beispiel Gartenanlagen im Waldfriedhof Zehlendorf, auf dem Nordgelände der TU Berlin und im Sommergarten am Funkturm. Zehn der von ihr entworfenen Gartenanlagen stehen unter Denkmalschutz, darunter die Außenanlagen des Architekturgebäudes der TU Berlin sowie die Gartenanlage der heutigen schwedischen Botschafterresidenz, der Villa Ehrenfeucht, in der Pücklerstraße in Dahlem.
1985 wurde Hammerbacher mit dem Friedrich-Ludwig-von-Sckell-Ehrenring der Bayerischen Akademie der Schönen Künste geehrt.

## Veröffentlichungen
- Grünflächen an Jugendbauten und Schulen, in: Planen und Bauen im neuen Deutschland. Köln/Opladen 1960. S. 451–456.
- Grünflächen und Gärten am Krankenhaus, in: Planen und Bauen im neuen Deutschland. Köln/Opladen 1960. S. 485–488.